# Франсіс Лясер
Франсіс Лясер (фр. Francis Llacer, нар. 9 вересня 1971, Ланьї-сюр-Марн) — французький футболіст, що грав на позиції захисника.
Виступав, зокрема, за «Парі Сен-Жермен», а також молодіжну збірну Франції.
Чемпіон Франції. Триразовий володар Кубка Франції. Дворазовий володар Кубка французької ліги. Володар Кубка Кубків УЄФА. Володар Кубка Інтертото. 

## Клубна кар'єра
Народився 9 вересня 1971 року в місті Ланьї-сюр-Марн. Вихованець футбольної школи клубу «Парі Сен-Жермен». Дорослу футбольну кар'єру розпочав 1989 року в основній команді того ж клубу, в якій провів сім сезонів, взявши участь у 125 матчах чемпіонату. Ставав чемпіоном Франції, володарем національного кубка. 
Протягом 1996—1997 років захищав на умовах оренди кольори команди клубу «Страсбур». Із цим клубом виборов титул володаря Кубка французької ліги, після чого ще на два сезони повернувся до ПСЖ.
Згодом з 1999 по 2001 рік грав у складі команд клубів «Сент-Етьєн» та «Монпельє».
2001 року повернувся до клубу «Парі Сен-Жермен», за який відіграв 2 сезони, протягом яких додав до переліку своїх трофеїв титул володаря Кубка Інтертото. Завершив професійну кар'єру футболіста виступами за команду «Парі Сен-Жермен» у 2003 році.

## Виступи за збірну
Залучався до складу молодіжної збірної Франції. На молодіжному рівні зіграв у 30 офіційних матчах.

## Титули і досягнення
- Чемпіон Франції (1):

«Парі Сен-Жермен»: 1993-94
- Володар Кубка Франції (3):

«Парі Сен-Жермен»: 1992–93, 1994–95, 1997–98
- Володар Кубка французької ліги (2):

«Парі Сен-Жермен»: 1994-95
«Страсбур»:  1996–97
- Переможець Кубка володарів кубків (1):

«Парі Сен-Жермен»: 1995-96
- Володар Кубка Інтертото (1):

«Парі Сен-Жермен»: 2001